# محمد طلحة الكاندهلوي
محمد طلحة بن محمد زكريا بن محمد يحيي الصديقي الكاندهلوي السهارنفوري المدني كان عالما وباحثا من الهند. كان ابن عالم الحديث الهندي محمد زكريا الكاندهلوي. متزوج من الابنة الكبرى إفتخار الحسن الكاندهلوي.